# 佩纳马约尔
佩纳马约尔是葡萄牙波尔图区的一个堂区。总面积7.91平方公里，总人口3619人，人口密度457.5人/平方公里。